# Тибеки
Тибеки — деревня в Юхновском районе Калужской области России. Входит в состав сельского поселения «Деревня Куркино».

## География
Деревня находится в центральной части Калужской области, в зоне хвойно-широколиственных лесов, в пределах Угорской низины, при автодороге 29Н-495, на расстоянии примерно 12 километров (по прямой) к юго-востоку от города Юхнова, административного центра района. Абсолютная высота — 183 метра над уровнем моря.

### Климат
Климат характеризуется как умеренно континентальный, с тёплым летом и умеренно морозной снежной зимой. Среднегодовая многолетняя температура воздуха составляет 4 — 4,6 °С. Средняя температура воздуха самого тёплого месяца (июля) — 14 — 21,7 °C (абсолютный максимум — 38 °C); самого холодного (января) — −9,5 — −7,3 °C (абсолютный минимум — −46 °C). Безморозный период длится в среднем 149 дней. Среднегодовое количество атмосферных осадков составляет 654 мм, из которых 441 мм выпадает в период с апреля по октябрь. Снежный покров держится в течение 130—145 дней.

### Часовой пояс
Деревня Тибеки, как и вся Калужская область, находится в часовой зоне МСК (московское время). Смещение применяемого времени относительно UTC составляет +3:00.

## Население
| 2002 | 2010 |
| ---- | ---- |
| 0    | ↗2   |

### Половой состав
По данным Всероссийской переписи населения 2010 года в гендерной структуре населения мужчины составляли 50 %, женщины — соответственно также 50 %.